# Squash-Mannschaftsweltmeisterschaft 1976
Die 5. Mannschafts-Weltmeisterschaft der Herren (englisch 1976 Men's World Team Squash Championships) fand im Jahr 1976 in Birmingham, England statt. Birmingham war damit zum zweiten Mal nach 1969 Austragungsort des Turniers. Insgesamt nahmen zehn Mannschaften teil, ein neuer Teilnehmerrekord.
Titelverteidiger war Australien, das erstmals in der Geschichte nicht nur seinen Titel nicht verteidigen konnte, sondern auch mehrfach Spiele verlor. In der Finalrunde gewannen Großbritannien und Pakistan jeweils ihre Begegnungen gegen Australien und die Föderation Arabischer Republiken, aufgrund der gewonnenen Partie Großbritanniens gegen Pakistan in der Vorrunde wurde die britische Mannschaft erstmals Weltmeister. Die Mannschaft bestand aus Jonathan Leslie, Stuart Courtney, Philip Ayton und Ian Robinson. Mit Schweden und Kuwait feierten zwei Nationen ihr Debüt bei einer Weltmeisterschaft.

## Modus
Die teilnehmenden Mannschaften traten in zwei Gruppen an. Innerhalb der Gruppe wurde im Round Robin-Modus gespielt, die beiden bestplatzierten Mannschaften zogen in die Finalgruppe ein. Innerhalb dieser wurde erneut im Round Robin-Modus gespielt. Die Ergebnisse zwischen Mannschaften, die in der Vorrunde aufeinandertrafen, wurden in die Finalrunden übernommen. Alle Plätze wurden ausgespielt.
Alle Mannschaften bestanden aus mindestens drei und höchstens vier Spielern, die in der Reihenfolge ihrer Spielstärke gemeldet werden mussten. Pro Begegnung wurden drei Einzelpartien bestritten. Eine Mannschaft hatte gewonnen, wenn ihre Spieler zwei der Einzelpartien gewinnen konnten. Die Spielreihenfolge der einzelnen Partien war unabhängig von der Meldereihenfolge der Spieler.

## Ergebnisse

### Vorrunde

#### Gruppe A
| Rang | Land               | Sp. | S | N | Sp.-Diff. | Punkte |
| ---- | ------------------ | --- | - | - | --------- | ------ |
| 1    | Australien         | 4   | 4 | 0 | 11:1      | 8      |
| 2    | Ägypten            | 4   | 3 | 1 | 9:3       | 6      |
| 3    | Schweden           | 4   | 2 | 2 | 7:5       | 4      |
| 4    | Indien             | 4   | 1 | 3 | 2:10      | 2      |
| 5    | Vereinigte Staaten | 4   | 0 | 4 | 1:11      | 0      |

| Australien | – | Ägypten            | 2:1 |
| Australien | – | Schweden           | 3:0 |
| Australien | – | Indien             | 3:0 |
| Australien | – | Vereinigte Staaten | 3:0 |
| Ägypten    | – | Schweden           | 2:1 |

| Ägypten  | – | Indien             | 3:0 |
| Ägypten  | – | Vereinigte Staaten | 3:0 |
| Schweden | – | Indien             | 3:0 |
| Schweden | – | Vereinigte Staaten | 3:0 |
| Indien   | – | Vereinigte Staaten | 2:1 |

#### Gruppe B
| Rang | Land                   | Sp. | S | N | Sp.-Diff. | Punkte |
| ---- | ---------------------- | --- | - | - | --------- | ------ |
| 1    | Vereinigtes Königreich | 4   | 4 | 0 | 11:1      | 8      |
| 2    | Pakistan               | 4   | 3 | 1 | 9:3       | 6      |
| 3    | Neuseeland             | 4   | 2 | 2 | 7:5       | 4      |
| 4    | Kanada                 | 4   | 1 | 3 | 3:9       | 2      |
| 5    | Kuwait                 | 4   | 0 | 4 | 0:12      | 0      |

| Großbritannien | – | Pakistan   | 2:1 |
| Großbritannien | – | Neuseeland | 3:0 |
| Großbritannien | – | Kanada     | 3:0 |
| Großbritannien | – | Kuwait     | 3:0 |
| Pakistan       | – | Neuseeland | 2:1 |

| Pakistan   | – | Kanada | 3:0 |
| Pakistan   | – | Kuwait | 3:0 |
| Neuseeland | – | Kanada | 3:0 |
| Neuseeland | – | Kuwait | 3:0 |
| Kanada     | – | Kuwait | 3:0 |

### Finalrunde
| Rang | Land                   | Sp. | S | N | Sp.-Diff. | Punkte |
| ---- | ---------------------- | --- | - | - | --------- | ------ |
| 1    | Vereinigtes Königreich | 3   | 3 | 0 | 6:3       | 6      |
| 2    | Pakistan               | 3   | 2 | 1 | 6:3       | 4      |
| 3    | Australien             | 3   | 1 | 2 | 3:6       | 2      |
| 4    | Ägypten                | 3   | 0 | 3 | 3:6       | 0      |

| Großbritannien | – | Ägypten    | 2:1 |
| Pakistan       | – | Australien | 3:0 |
| Großbritannien | – | Australien | 2:1 |
| Pakistan       | – | Ägypten    | 2:1 |

### Trostrunde
| Rang | Land               | Sp. | S | N | Sp.-Diff. | Punkte |
| ---- | ------------------ | --- | - | - | --------- | ------ |
| 5    | Neuseeland         | 5   | 5 | 0 | 13:2      | 10     |
| 6    | Schweden           | 5   | 4 | 1 | 12:3      | 8      |
| 7    | Indien             | 5   | 3 | 2 | 8:7       | 6      |
| 8    | Kanada             | 5   | 2 | 3 | 7:8       | 4      |
| 9    | Vereinigte Staaten | 5   | 0 | 4 | 5:10      | 2      |
| 10   | Kuwait             | 5   | 0 | 5 | 0:15      | 0      |

| Neuseeland | – | Schweden           | 2:1 |
| Neuseeland | – | Indien             | 2:1 |
| Neuseeland | – | Vereinigte Staaten | 3:0 |
| Schweden   | – | Kanada             | 2:1 |
| Schweden   | – | Kuwait             | 3:0 |

| Indien             | – | Kanada             | 2:1 |
| Indien             | – | Kuwait             | 3:0 |
| Kanada             | – | Vereinigte Staaten | 2:1 |
| Vereinigte Staaten | – | Kuwait             | 3:0 |

## Abschlussplatzierungen
| Rang | Mannschaft             |
| 01.  | Vereinigtes Königreich |
| 02.  | Pakistan               |
| 03.  | Australien             |
| 04.  | Ägypten                |
| 05.  | Neuseeland             |
| 06.  | Schweden               |
| 07.  | Indien                 |
| 08.  | Kanada                 |
| 09.  | Vereinigte Staaten     |
| 10.  | Kuwait                 |